# Анашкино (Палкінський район)
Анашкино (рос. Анашкино) — присілок в Палкінському районі Псковської області Російської Федерації.
Населення становить 19 осіб. Входить до складу муніципального утворення Качановська волость.

## Історія
Від 2015 року входить до складу муніципального утворення Качановська волость.

## Населення
| 2001 | 2002 | 2010 | 2016 |
| ---- | ---- | ---- | ---- |
| 23   | ↘17  | ↘9   | ↗19  |